# Glaphyserica humeralis
Glaphyserica humeralis är en skalbaggsart som beskrevs av Brenske 1900. Glaphyserica humeralis ingår i släktet Glaphyserica och familjen Melolonthidae.
Artens utbredningsområde är Madagaskar. Inga underarter finns listade i Catalogue of Life.